# PP-70 Tampere
PP-70 Tampere (Tampereen Peli-Pojat-70) is een Finse voetbalclub. De club werd opgericht op 11 maart 1970 en speelt haar thuiswedstrijden in het Tammela Stadion in Tampere. De club wordt ook wel kortweg PP-70 genoemd.
| 2005 | Ykkönen | 8e plaats | handhaving |
| 2006 | Ykkönen |           |            |

## Erelijst
- geen